# Mistrzostwa Europy Strongman 1988
Mistrzostwa Europy Strongman 1988 – doroczne, indywidualne
zawody europejskich siłaczy.
Data: 1988 r.

Miejsce:  Holandia
WYNIKI ZAWODÓW:
| Miejsce | Zawodnik               | Kraj      | Punkty |
| ------- | ---------------------- | --------- | ------ |
| 1.      | Jamie Reeves           | Anglia    | 39     |
| 2.      | Jón Páll Sigmarsson    | Islandia  | 37     |
| 3.      | Mark Higgins           | Anglia    | 33     |
| 4.      | Tjalling van den Bosch | Holandia  | 25     |
| 5.      | Ab Wolders             | Holandia  | 24     |
| 5.      | Simon Wulfse           | Holandia  | 24     |
| 7.      | Rudolf Küster          | Niemcy    | 18     |
| 8.      | Markku Suonenvirta     | Finlandia | 16     |